# Natalia Karp
Natalia Karp (née Weissman) (27 février 1911 — 9 juillet 2007) est une pianiste de concert polonaise et une survivante de la Shoah.

## Jeunesse
Natalia Weissman est née à Cracovie, Pologne. Elle a commencé à étudier le piano à l'âge de quatre ans. À treize ans, elle déménage à Berlin et à dix-huit ans, elle fait ses débuts à l'Orchestre philharmonique de Berlin ; cependant elle rentre immédiatement en Pologne à cause de la mort de sa mère et se marie avec l'avocat Julius Hubler qui désapprouve son métier de concertiste.

## Seconde Guerre mondiale
En 1943, après la mort de son mari dans un bombardement, Natalia Karp est envoyée dans le camp de concentration de Kraków-Płaszów où elle entre en contact avec Amon Göth. Le jour de son anniversaire, Göth ordonna à Natalia de jouer pour lui et il fut si impressionné par son interprétation qu'il l'épargna avec sa sœur. Elle joua devant Göth le nocturne n°20 en do dièse mineur de Chopin. Elle sera connue plus tard pour l'interprétation des œuvres de ce compositeur. Finalement, Natalia et sa sœur furent envoyées à Auschwitz mais elles survécurent à la guerre. Son petit-fils Mark Lowen (en), journaliste à la BBC, a écrit son histoire en 2011.

## Après-guerre
À la fin de la guerre, Natalia reprit ses études musicales et se maria avec le diplomate polonais Josef Karpf. Elle obtint l'asile politique à Londres et y donna naissance à ses deux filles. Après l'abandon du f dans son nom de scène, Karp joua avec l'Orchestre philharmonique de Cracovie (en), joua pour Oskar Schindler qui avait sauvé de nombreux juifs dans le camp de concentration de Kraków-Płaszów. Elle continua à jouer jusqu'à ses quatre-vingt-dix ans. Elle jouait souvent avec un mouchoir rose sur son piano, mouchoir qu'elle avait acheté peu après la guerre comme un symbole de la féminité qu'elle sentait avoir perdue durant son séjour dans les camps de concentration. Une de ses deux filles, la journaliste Anne Karpf, a écrit un livre détaillant l'expérience de ses parents, The War After: Living with the Holocaust, publié en 1996.

## Source
1. 1 2 3 4  « Natalia Karp », TimesOnline.co.uk, London,‎ 14 juillet 2007 (lire en ligne, consulté le 2 avril 2008)
2. 1 2  Caroline Heslop, « Natalia Karp », Guardian.co.uk, London,‎ 11 juillet 2007 (lire en ligne, consulté le 2 avril 2008)
3. 1 2  (en) David Charters, « Natalia Karp », LiverpoolDailyPost.co.uk (consulté le 2 avril 2008)
4. 1 2  « Natalia Karp », Telegraph.co.uk, London,‎ 11 juillet 2007 (lire en ligne, consulté le 15 septembre 2010)
5. ↑  Lowen, Mark, « Last survivors of the Holocaust keep memories alive », BBC News, 27 novembre 2011 (consulté le 27 novembre 2011)
6. ↑  (en) Anne Karpf, The War After : Living with the Holocaust, Heinemann, 1996, 351 p. (ISBN 0-434-00239-9, lire en ligne)